# Galeaça

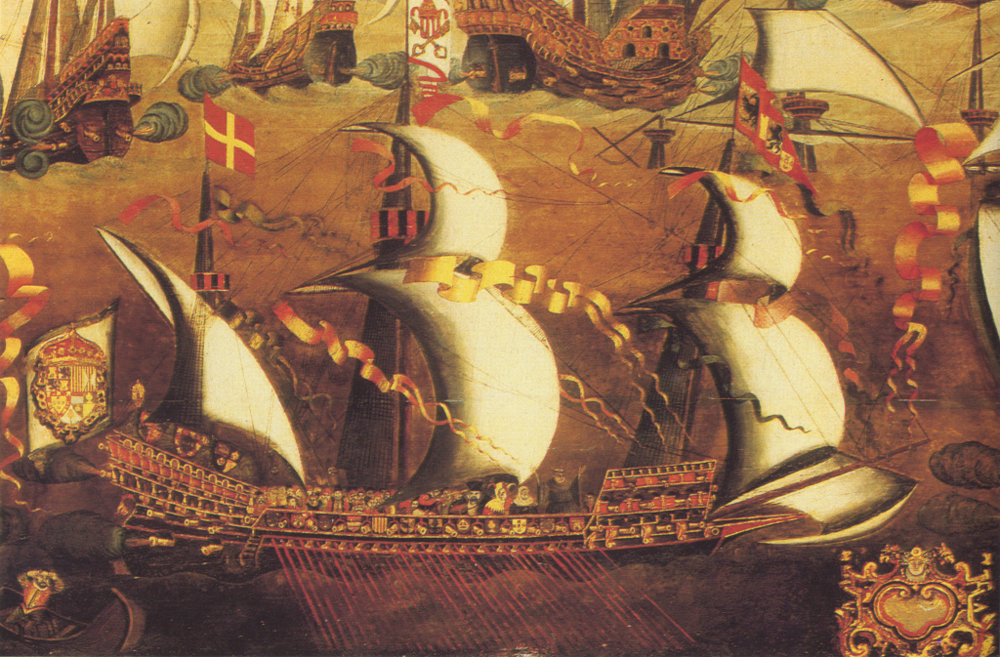
Galeaça espanhola do século XVI

A galeaça (do italiano galeazza, aumentativo de galea (galé) é um tipo de galé grande que se construiu durante os séculos XV a XVII. A época de maior utilização foi a segunda metade do século XVI. 
A galeaça é uma invenção veneziana e foi usada pela primeira vez na Batalha de Lepanto, em 1571, com sucesso, devido à alta potência de fogo e altura, contribuindo para a vitória dos cristãos sobre os turcos. O termo, assim como outros nomes semelhantes usados para embarcações antigas (galé, galé, galeão etc.), tem origem no verbo italiano galleggiare, flutuar.  
Eram embarcações com mais artilharia que as galés e suportavam melhor a navegação em mar aberto. Insubstituíveis no mar Mediterrâneo face às galés clássicas (contribuíram para a vitória na batalha de Lepanto em 1571), e enfrentaram navios britânicos (4 galeaças estavam entre cerca de 130 embarcações que faziam parte da Invencível Armada em 1588 quando enfrentaram cerca de 200 embarcações inglesas) mas perderam em parte porque os canhões ingleses nas embarcações inglesas tinham tecnologia mais avançada na época, mas principalmente porque quase metade das embarcações foram afundadas ou tiveram problemas devido a tempestades e doenças. 
A proporção de comprimento sobre largura era menor que nas galés, sendo de 6 para 1 e mesmo de 5 para 1. 
Os venezianos foram os primeiros a construí-las; as dimensões-padrão de uma galeaça do século XVII podiam ser 59 m de comprimento, 9 m de largura e 3,35 m de calado, com um estai de 6,5 m. Podiam levar cerca de 20 canhões. Levavam até 32 remos por banda, e os remos podiam chegar a ser de 15 m de comprimento, o que exigia sete ou oito homens por remo. Eram de proa redonda como as naus. Tinham normalmente de 3 ou 4 mastros. Foram construídas relativamente poucas, apesar da importância.  
Eram mais lentas que as galés ordinárias e tinham condição de navegação difícil. 